# テレビろう学校
テレビろう学校（テレビろうがっこう）は、1960年7月21日から同年8月9日までと、1961年4月15日から1981年4月3日まで、NHK教育テレビで放送されたろう教育番組である。当初はモノクロ放送だったが、1977年度（同年4月）からカラー放送となった。

## 概要
未就学児の聴覚障害者を持つ家庭向けである。ろうの幼児教育による言語指導の効果をこの番組が立証したことで、全国のろう学校に幼児部が設置された。
当初は、1960年に教育テレビの夏のテレビ・クラブの特設番組として、7月21日から8月9日までの期間限定で集中的に計14回放送され、翌1961年4月15日からレギュラー放送となった。

## 放送時間
| 期間                             | 放送時間                                   | 備考・出典等 |
| -------------------------------- | ------------------------------------------ | ------------ |
| 1960年7月21日 - 8月9日（不定期） | 10:05 - 10:30                              | [ 5 ]        |
| 1961年4月 - 1964年3月            | 土曜日 13:30 - 14:00                       |              |
| 1964年4月 - 1965年3月            | 土曜日 12:30 - 13:00                       |              |
| 1965年4月 - 1971年3月            | 金曜日 12:00 - 12:30、土曜日 12:00 - 12:30 |              |
| 1971年4月 - 1981年4月            | 金曜日 8:30 - 9:00                         |              |

## 講師
- 松沢豪
- 椚乙女子